# Thác Ialy
Thác Ialy, hay Jrai-li hoặc Yali, (phát âm:/za li/) là thác trên Krông B'Lah  ở ranh giới huyện Sa Thầy tỉnh Kon Tum và huyện Chư Păh tỉnh Gia Lai, Việt Nam .
Hiện tại thác đã được ngăn lại để xây dựng Nhà máy Thủy điện Ialy.

## Vị trí
Thác Ialy trên Krông B'Lah (hay Đăk Bla) ở ranh giới xã Ya Ly huyện Sa Thầy tỉnh Kon Tum và xã Ia Mơ Nông huyện Chư Păh tỉnh Gia Lai . Thác Ialy từng là một trong những thác nước lớn nhất Việt Nam. Vào thập niên 1950 thác đo được 42 m .
Mặc dù có nhiều cách ghi tên khác nhau, nhưng cách gọi thông dụng là Yaly. Nó được lý giải bởi truyền thuyết truyền khẩu về mối tình bi kịch của đôi trai gái người Jrai là chàng Rốc và nàng H’Li. Yali nghĩa là "nước mắt nàng H’Li" đã chết vì khóc thương người yêu không trở về, dòng nước mắt của nàng chảy thành thác.

## Chỉ dẫn
1. ↑  Trong tiếng các dân tộc thuộc nhóm ngôn ngữ Môn-Khmer ở Tây Nguyên và trong tiếng Việt cổ (trước thế kỷ 16, xem Chữ Nôm) thì "krông" có nghĩa là sông; "đăk" có nghĩa là nước, sông, suối.